# Kalypso Media
Kalypso Media è una azienda tedesca dedita alla commercializzazione di videogiochi in Europa. Nata nel 2006 per opera di Stefan Marcinek e Simon Hellwig, la compagnia ha dato vita a una prolifica attività nel settore con giochi di successo tra i quali la versione europea di Sins of a Solar Empire.

## Principali videogiochi
- Tropico 6 (2019)
- Shadows: Awakening (2018)
- Railway Empire (2016)
- Dungeons 3 (2017)
- Vikings: Wolves of Midgard (2017)
- Sudden Strike 4 (2017
- Urban Empire (2017)
- Crookz (2015)
- Grand Ages: Medieval (2015)
- Dungeons 2 (2015)
- Tropico 5 (2014)
- Dark (2013)
- Rise of Venice (2013)
- Alien Spidey (2013)
- Dollar Dash (2013)
- Omerta - City of Gangsters (2013)
- Anna (videogioco) (2012)
- Sine Mora (2012)
- Legends of Pegasus (2012)
- Port Royale 3: Pirates & Merchants (2012)
- Jurassic Park: The Game (2012)
- Tropico 4 (2011)
- Il Primo Templare (2011)
- Dungeons (2011)
- Disciples III (2010)
- Patrician IV (2010)
- Time of Shadows (2009)
- Dawn of Magic 2 (2009)
- Tropico 3 (2009)
- Ceville (2009)
- Galactic Civilizations II (2009)
- Imperium: Civitas III (2009)
- AGON - The Lost Sword of Toledo (2008)
- Imperium Civitas II (2008)
- The Political Machine 2008 (2008)
- Racing Team Manager (2008)
- Sins of a Solar Empire (2008)
- Jack Keane (2007)
- Hollywood Pictures 2 (2007)
- Campus (2007)
- Star Assault (2007)
- Theatre Of War (2007)